# Баргер Компаскюм
Баргер Компаскюм (на нидерландски: Barger-Compascuum) е село в североизточна Нидерландия, част от община Емен на провинция Дренте. Населението му е около 1 480 души (2004).
Разположено е на 17 метра надморска височина в Средноевропейската равнина, на границата с Германия и на 44 километра югоизточно от Асен. До средата на XIX век блатистата област на днешното селище е предмет на спорове между Нидерландия Кралство Хановер, като се използва съвместно като пасище от двете страни, а заселването е ограничено. Баргер Компаскюм възниква след 1861 година, като жителите му са главно католици.

## Известни личности
Родени в Бартер Компаскюм
- Бен Феринга (р. 1951), химик